# Orthostichidium
Orthostichidium là một chi rêu trong họ Pterobryaceae.